# Gymnasium Alexandrinum Coburg

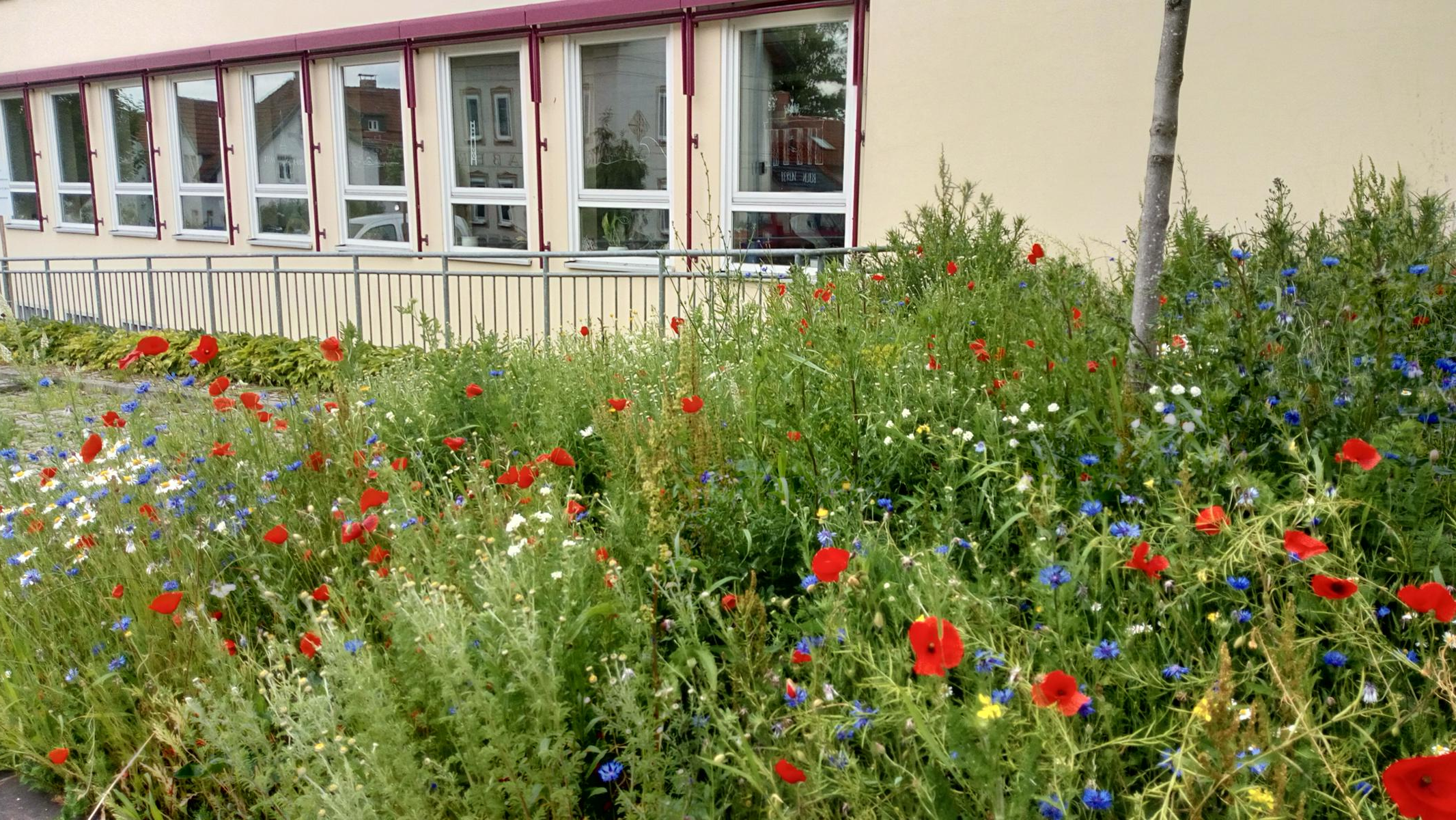
Blühfläche vor dem Alexandrinum

Das Gymnasium Alexandrinum ist eines von vier Gymnasien in Coburg. Es wurde 1852 von Caroline Stößel gegründet und besteht aus je einem naturwissenschaftlich-technologischen Zweig, sozialwissenschaftlichen Zweig und neusprachlichen Zweig (Sprachenfolge Englisch-Latein-Französisch).
Die Schule umfasste nach der Einführung des achtjährigen Gymnasiums seit dem Jahr 2011 bis 2024 die Klassenstufen 5 bis 12. Mit der Rückkehr zum G9 gibt es zukünftig wieder eine 13. Jahrgangsstufe. Als zweite Fremdsprache kann zwischen Latein und Französisch gewählt werden.
Die Gebäude des Alexandrinums, in welchen vor Einführung der Koedukation in den 1980er-Jahren nur Mädchen unterrichtet wurden, befinden sich am Glockenberg in direkter Nachbarschaft des Gymnasiums Ernestinum, das früher eine reine Jungenschule war. Im Rahmen der Erweiterungsmaßnahmen wurde ein an letzteres baulich direkt angeschlossenes Mensa- und Mehrzweckgebäude geschaffen, das seit Oktober 2007 gemeinsam genutzt wird.

## Geschichte

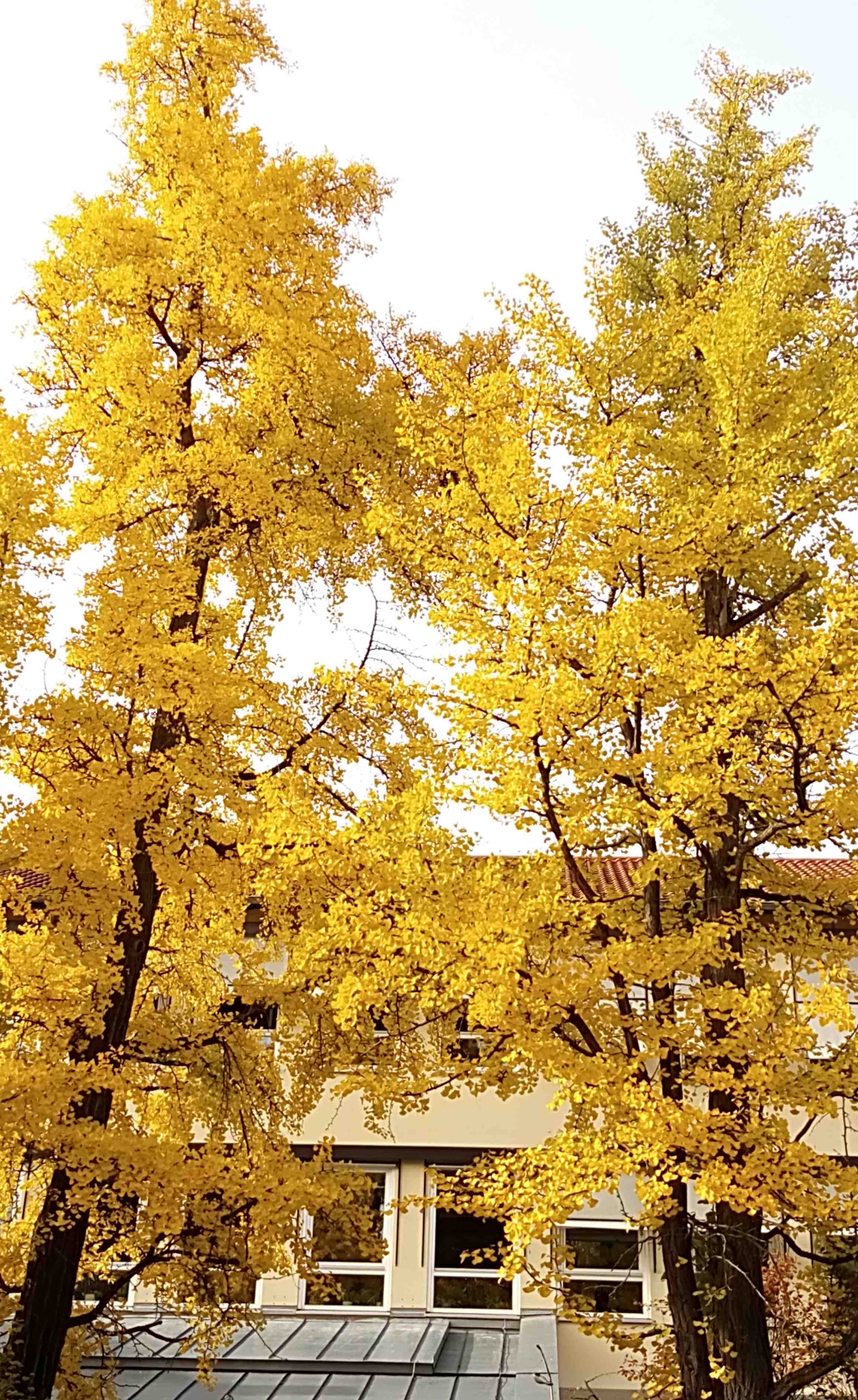
Ginkgobäume sind das Wahrzeichen des Alexandrinums.

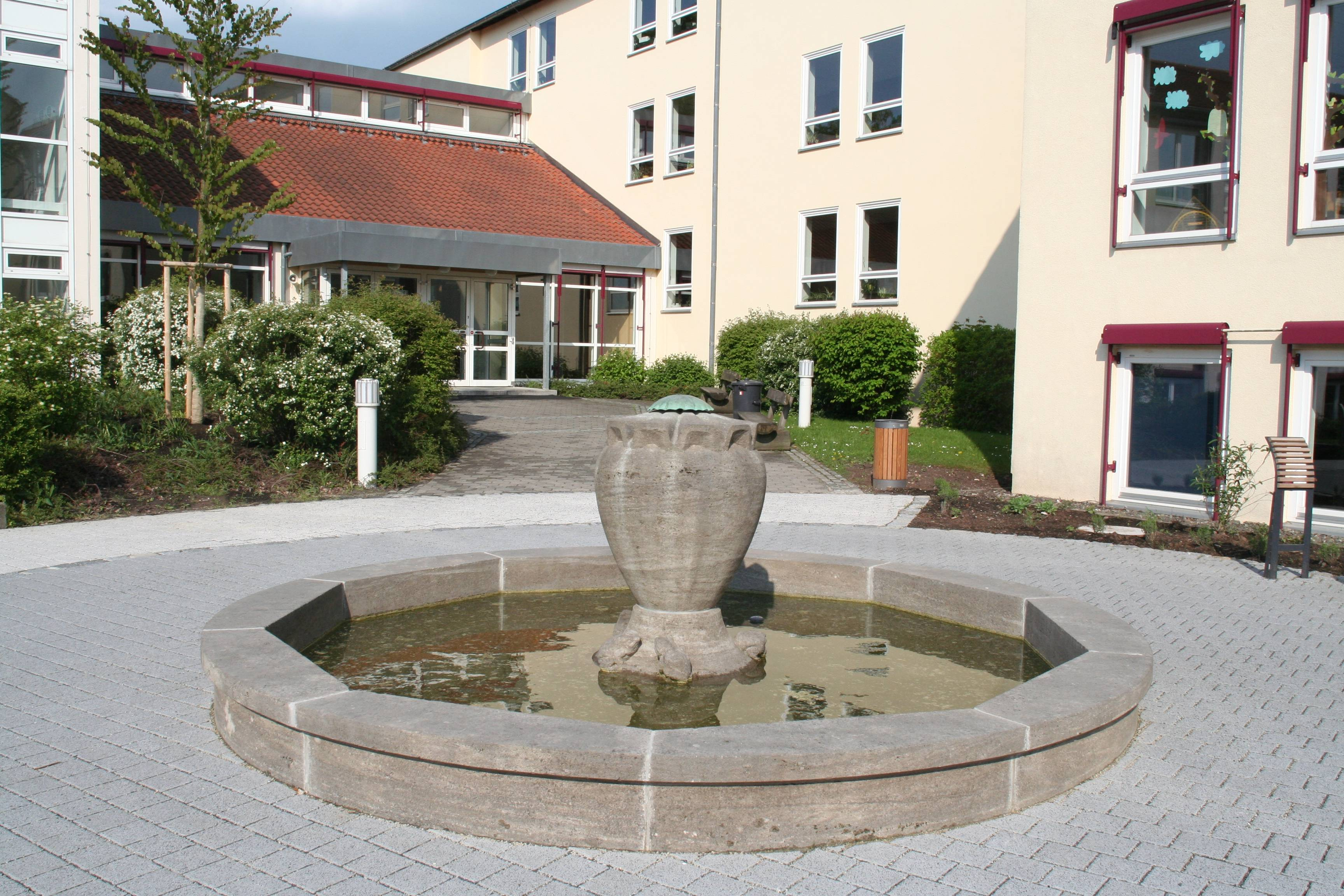
Brunnen am Alexandrinum

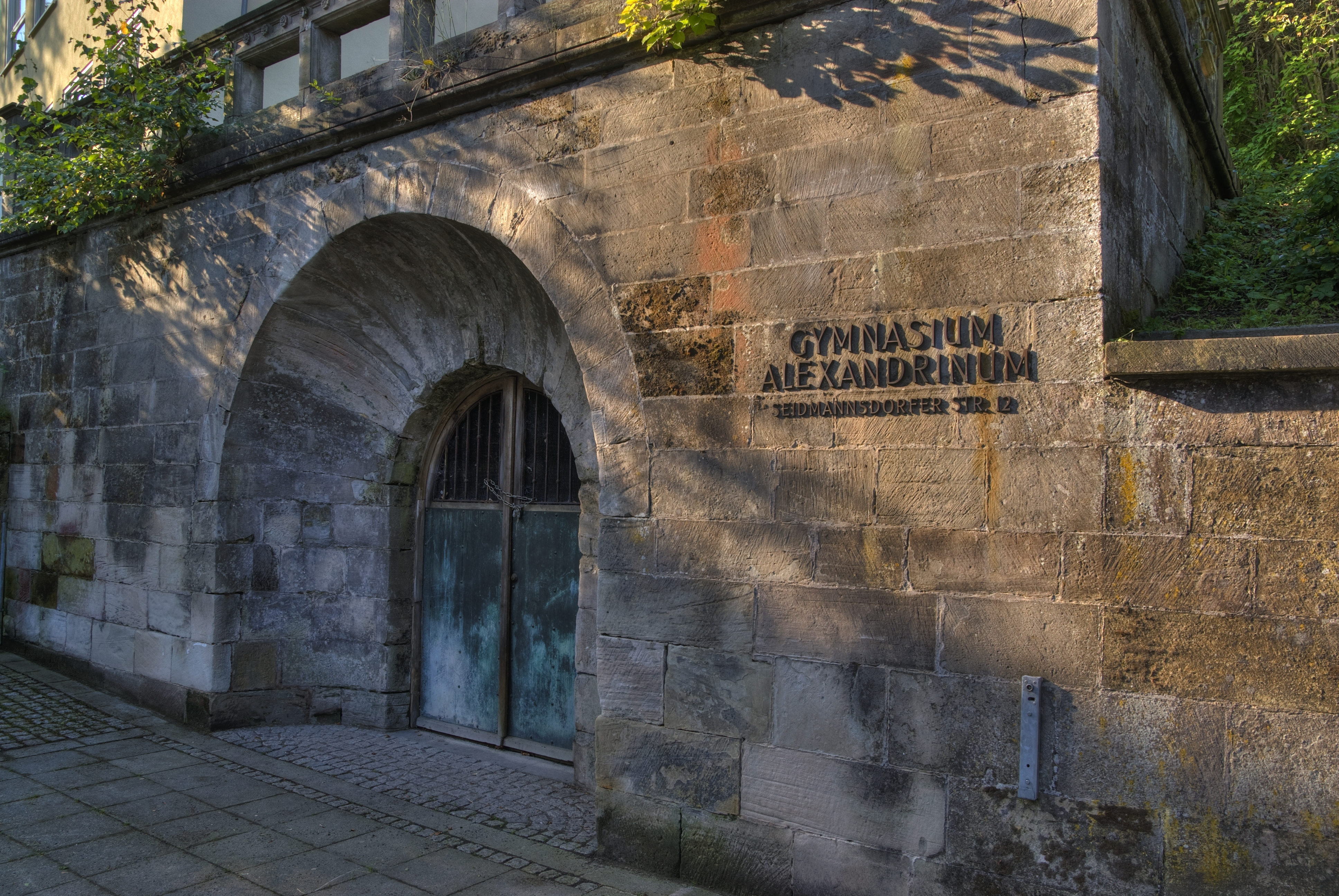
Terrassenvorbau mit Kellerportal

Anfang 1852 teilte Fräulein Caroline Stößel in einem Rundschreiben interessierten Eltern mit, in Coburg eine höhere Unterrichtsanstalt für Mädchen gründen zu wollen. Eine höhere Schule für Knaben war zuvor 1848 von der Stadt mit dem späteren Ernestinum eröffnet worden. Am 6. Mai 1852 folgte die Eröffnung der privat geführten Alexandrinenschule. Das Protektorat über die höhere Töchterschule hatte Herzogin Alexandrine, Gattin Herzog Ernst II., übernommen, die auch in den folgenden Jahren finanzielle Unterstützung leistete. Als Schulhaus diente zuerst das Anwesen in der Webergasse 34, 1853 folgte das Eckhaus an der Großen und Kleinen Johannisgasse und im selben Jahr das Münzmeisterhaus in der Ketschengasse. Nach elf Jahren zog die Alexandrinenschule wieder für drei Jahre in die Große Johannisgasse, ehe sie 1867 ins Münzmeisterhaus zurückkehrte.
Ab dem 1. September 1853 hatte die Schule ein vom Staatsministerium anerkanntes Statut und wenige Jahre später durften sie Schülerinnen vom 6. bis zum 15. vollendeten Lebensjahr besuchen. Am 11. Oktober 1900 gründete Herzogin Alexandrine die Alexandrinenstiftung als neuen Träger der Schule und stattete sie mit einem Kapital von 100 Tausend Mark aus. Nachdem die Stadt am nördlichen Ende des Salvatorfriedhofes unentgeltlich ein Grundstück für ein eigenes Schulgebäude zur Verfügung gestellt hatte, wurde dieses in den Jahren 1901 und 1902 nach Plänen des Leipziger Architekten Alfred Ludwig errichtet und am 18. August 1902 feierlich eingeweiht.
Am 1. Mai 1905 wurde die Schule verstaatlicht und Träger der „Herzoglichen Alexandrinenschule“ wurde das Staatsministerium. Zu Ostern 1915 wurde sie zum Lyzeum erhoben. Nach der Vereinigung des Freistaats Coburg mit Bayern war die Alexandrinenschule eine bayerische staatliche Lehranstalt und neben dem Münchner Max-Josef-Stift als Alexandrinum die einzige staatliche höhere Mädchenschule in Bayern. 1935 kam es in Coburg zur Gründung einer sechsjährigen Deutschen Aufbauschule für Knaben und Mädchen. Diese bestand organisatorisch aus der umgewandelten Lehrerbildungsanstalt sowie der Alexandrinenschule und hatte als Schulleiter den 1929 der NSDAP beigetretenen Franz Heimberger.
1955 zog die Schule in einen Neubau an der Seidmannsdorfer Straße. Das alte Gebäude übernahm das Gymnasium Albertinum.

## Architektur
Der Zugang zum Gymnasium über die Seidmannsdorfer Straße erfolgt über eine Aufstiegstreppe an einem Terrassenvorbau, der als Aussichtsplattform zu den Außenanlagen des Gymnasiums gehört und als Baudenkmal in der Bayerischen Denkmalliste eingetragen ist (siehe auch Liste der Denkmäler in Coburg/S#Seidmannsdorfer Straße). Die Terrasse wird oben durch eine Brüstung mit Sockel begrenzt, die kurze Pfosten und längeren Brüstungsplatten aufweist. Die Sandsteinquadermauer mit einem Kellerportal gehörte ursprünglich zu einem 1832 erbauten Gartenhaus, das 1953 für den Neubau des Gymnasiums abgebrochen wurde. Die Architektur des Gartenhauses wird Karl Friedrich Schinkel zugeschrieben. Das mediterran wirkende Haus war ein wichtiges Zeugnis des Neu-Palladianismus und wurde unter anderem von William Turner 1840 in seinem Fränkischen Skizzenbuch dokumentiert.

## Wettbewerbe
Die Schule war 2008 bei der Internationalen Informatikolympiade in Kairo und 2021 bei der Internationalen Physikolympiade in Litauen erfolgreich.

## Ehemalige
- Renate Schmidt (* 1943), Politikerin

## Schulleiter
Dies sind die bisherigen Schulleiter des Gymnasiums Alexandrinum Coburg:
- 1852 bis 1853: Caroline Stößel
- 1853 bis 1861: Hermann Kern
- 1861 bis 1865: Eduard Dressel
- 1865 bis 1887: Friedrich Schindhelm
- 1887 bis 1888: Franz Riemann
- 1888 bis 1899: Otto Felsberg
- 1900 bis 1907: Heinrich Glaser
- 1907 bis 1923: Karl Warnke
- 1923 bis 1931: Heinrich Woltmann
- 1931 bis 1935: Elisabeth Just
- 1935: Wilhelm Frühwald
- 1935 bis 1945: Franz Heimberger
- 1941 bis 1945: Karl Güntzel  (in Vertretung von Franz Heimberger)
- 1945 bis 1956: Albert Lorenz
- 1956 bis 1966: Eugen Geyrhalter
- 1966 bis 1975: Klaus Büttner
- 1975 bis 1981: Werner Carl
- 1981 bis 1987: Brigitte Zapf
- 1987 bis 1994: Herbert Lauer
- 1994 bis 2005: Ingeborg Pauli
- 2005 bis 2010: Herbert Röser
- 2010 bis 2019: Herbert Brunner
- seit 2019: Stephan Feuerpfeil